# Teredo portoricensis
Teredo portoricensis is een tweekleppigensoort uit de familie van de Teredinidae. De wetenschappelijke naam van de soort is voor het eerst geldig gepubliceerd in 1924 door Clapp.